# Politiek in Estland
Het huidige politieke systeem van Estland is vastgelegd in een grondwet die op 20 juni 1992 door middel van een volksraadpleging door de Estlandse bevolking werd aangenomen. Estland is een parlementaire republiek. Elke vier jaar worden rechtstreekse verkiezingen gehouden voor de 101 leden van de Riigikogu, het eenkamerige parlement, waaraan de wetgevende macht is toebedeeld. Estland had in 2007 een wereldwijde primeur met parlementsverkiezingen waarbij het mogelijk was om via het internet te stemmen. De uitvoerende macht is in handen van een ministerraad onder leiding van een door de president benoemde premier. De president van Estland, die sinds 1996 elke vijf jaar wordt gekozen door de leden van het parlement, is het staatshoofd en heeft weinig bevoegdheden. Estland is bestuurlijk verder ingedeeld in provincies en gemeenten.